# 百花山鹅观草
百花山鹅观草（学名：Roegneria turczaninovii var. pohuashanensis）为禾本科鹅观草属下的一个变种。